# Esatestibiopanickelite
L'esatestibiopanickelite è un minerale non riconosciuto valido dall'Associazione Mineralogica Internazionale (IMA) perché la sua descrizione è stata pubblicata senza approvazione. La sua composizione chimica è (Ni,Pd)(Te,Sb). Appartiene alla classe dei "solfuri e solfosali" e, se fosse riconosciuta come minerale, apparterrebbe al gruppo della niccolite.

## Etimologia e storia
Il nome deriva da una crasi degli elementi chimici che la compongono: te per il tellurio, stibio per antimonio (il cui nome latino era stibium), pa per palladio e nickel per il nichel.

## Classificazione
La 9ª edizione della sistematica dei minerali secondo Strunz colloca l'esatestibiopanickelite nella classe "2. Solfuri e solfosali" e da lì nella sottoclasse "2.C Solfuri metallici, M: S = 1: 1 (e similari)", che è ulteriormente suddivisa in base alla presenza di metalli nel composto, in modo da trovare il minerale nella sezione "2.CC Con Ni, Fe, Co, PGE, ecc." dove è l'unico membro del sistema nº 2.CC.30.
Anche nella classificazione dei minerali secondo Dana, utilizzata principalmente nel mondo anglosassone, l'esatestibiopanickelite è elencata nella classe dei "solfuri e solfosali" e in particolare nei "solfuri"; da lì è elencata nella sottoclasse "Solfuri - inclusi seleniuri e tellururi - con la composizione AmBnXp, con (m+n):p=1:1" e da lì nella sottosezione del "gruppo del nichel (esagonale: P63/mmc)" dove forma il sistema nº 2.08.11.04.
Nella Sistematica dei lapis (Lapis-Systematik) di Stefan Weiß l'esatestibiopanickelite è elencata nella classe dei "solfuri e solfosali" e da lì nella sottoclasse "solfuri con metallo : S,Se,Te ~ 1:1" e successivamente nella sezione del gruppo della niccolite, dove forma il sistema nº II/C.20-070.

## Abito cristallino
L'esatestibiopanickelite cristallizza nel sistema esagonale nel gruppo spaziale P63/mmc (gruppo nº 194) con i parametri reticolari a = 3,983(3) Å, c = 5,339(3) Å così come con 2 unità di formula per cella unitaria.

## Origine e giacitura
L'esatestibiopanickelite si può trovare nei minerali provenienti da depositi di solfuro di rame-nichel dove si trova in paragenesi con la testibiopalladite.
Il minerale è stato rinvenuto in pochi siti: a Mittersill nel distretto di Zell am See nel Salisburghese (Austria); nel distretto di Kluane nello Yukon (Canada); nella prefettura autonoma tibetana di Garzê nel Sichuan e nella contea di Midu nello Yunnan, entrambi in Cina.

## Forma in cui si presenta in natura
Si presenta in cristalli di colore grigio brunastro, bianco giallastro o giallo chiaro. La sua durezza Mohs è pari a 2, come il gesso, minerale di riferimento.